# Sucesión al trono de Rusia

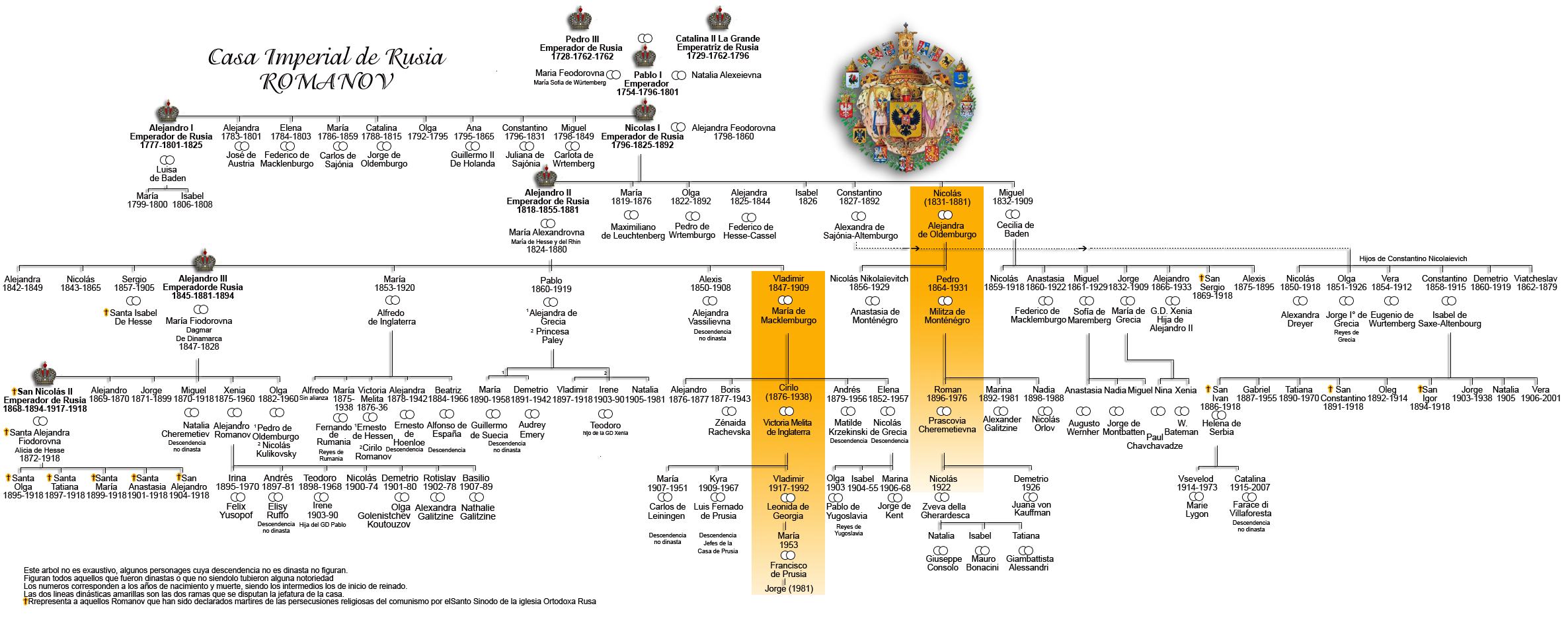
Árbol genealógico de los Románov desde Catalina la Grande y Pedro III.

Con la muerte del último zar, Nicolás II, y su familia, se abre un polémico pleito familiar de sucesión dinástica, aún sin zanjar entre los Dinastía Románov.
La jefatura de la dinastía correspondería naturalmente al varón de más edad de la rama primogénita, la del gran duque Vladímir Aleksándrovich de Rusia (hijo del zar Alejandro II). Sin embargo, varias dificultades la ponen en duda discutiéndola entre dicha rama y la del Gran Duque Nicolás, hijo del zar Nicolás I.

## La ley de sucesión
La ley de sucesión imperial de la Casa de Románov fue establecida por el zar Pablo I en 1797 y se basa en la Ley Sálica. Fue ratificada, respectivamente, en 1886 por el zar Alejandro III y en 1906 y en 1911 por el zar Nicolás II. De conformidad con esta ley, la sucesión a la jefatura de la Casa Imperial es por primogenitura masculina, pasando a la línea femenina sólo ante la extinción de la línea masculina.
Los títulos de la familia imperial se rigen por la misma ley y fueron revisados por última vez en 1886, según la cual los hijos y nietos de la línea masculina de un zar reciben el título de Gran Duque o Gran Duquesa de Rusia y el tratamiento de Alteza Imperial. Todos los demás descendientes reciben el título de príncipe o princesa de Rusia y el tratamiento de Alteza Serenísima.
El último Gran Duque de Rusia fue Andrés Vladímirovich, que murió en París en 1959 y la última Gran Duquesa de Rusia fue Olga Aleksándrovna, la hermana menor del último zar, Nicolás II, que murió en Canadá en 1960.

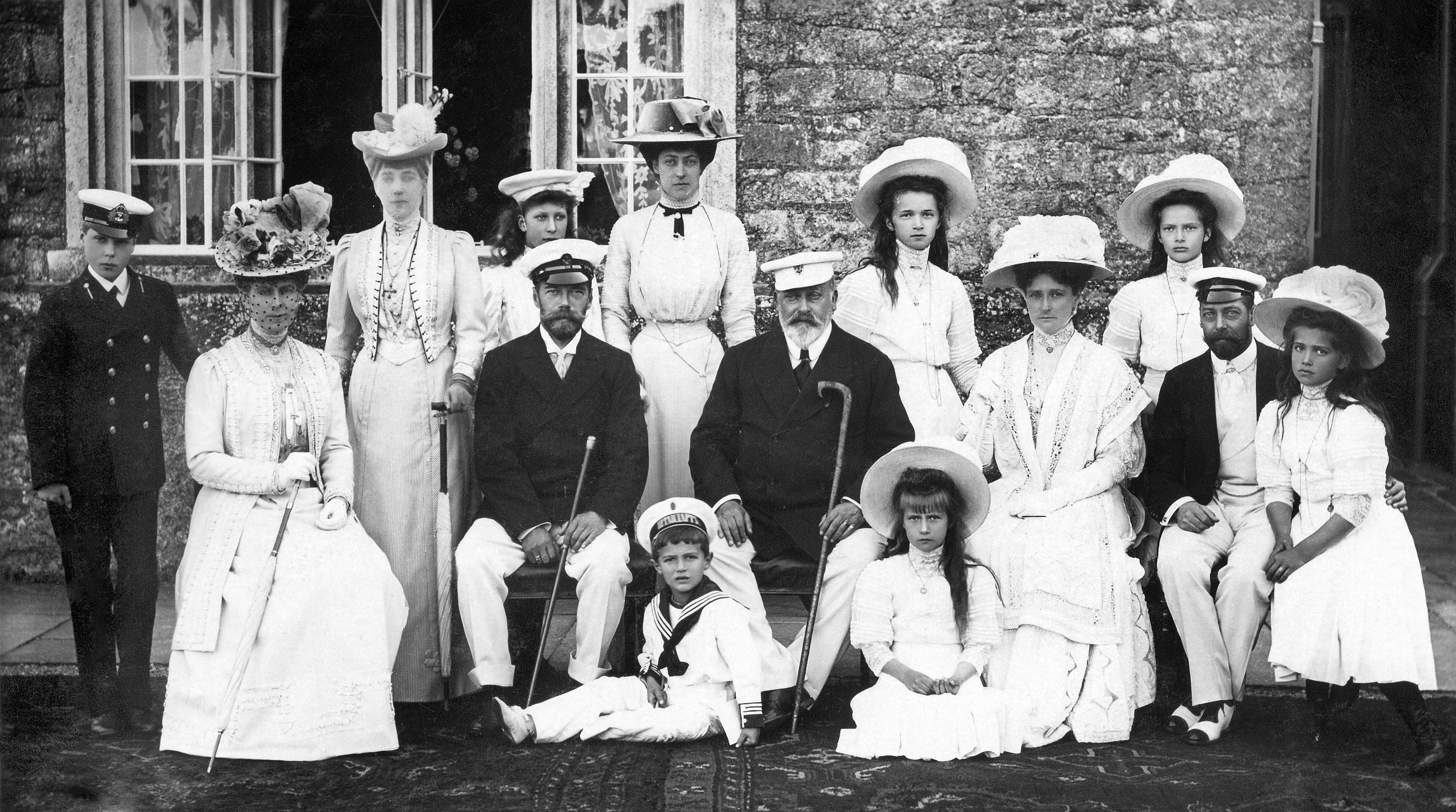
La Familia Imperial en el castillo de Osborne junto al rey Eduardo VII (4 de agosto de 1909).

## Revolución y guerra civil
Durante la Revolución de Febrero de 1917, que destronó al zar, el hijo del Gran Duque Vladimiro y primo de Nicolás II, Cirilo Románov, a pesar de su juramento de fidelidad al emperador simpatiza con las facciones revolucionarias, por lo menos intelectualmente, llegando a enarbolar la bandera roja en su casa y portando, según parece, la camisa roja bajo su casaca militar. Él encabeza la expedición que toma la Duma para proteger esta de la disolución. 
Según sus defensores, él tomó parte en iniciativas para defender el trono.
El 8 de marzo de 1917, cuando el Gobierno Provisional Ruso ordenó la detención del ex-Emperador Nicolás II y de su familia, Cirilo Vladímirovich, en señal de protesta, dimitió de sus cargos. Poco antes había viajado ilegalmente a Finlandia, que seguía formando parte del Imperio ruso, donde nació su hijo Vladímir.
Por esta implicación el resto de la familia se negó a reconocer los derechos de primogenitura de esta rama y reconoció entonces los de la siguiente rama mayor después de la de Vladímir.
Ante el reconocimiento de las potencias a la Unión Soviética, Cirilo se proclamó en 1924, encontrándose en Francia, Emperador de Rusia con el nombre de Cirilo I.
Cirilo Vladímirovich murió el 12 de octubre de 1938 en una clínica de París y la sucesión fue retomada por su hijo.

## Los puntos en discusión
Una sola cosa es segura y es que Cirilo, hijo del Gran Duque Vladímir, era el varón agnado de la dinastía tras la muerte de Nicolás II, del zarévich Alexis y de Miguel II de Rusia. 
La mayoría de las ligas monárquicas rusas y casas reales europeas reconocen los derechos de la descendencia del Gran Duque Vladímir Aleksándrovich (quienes actualmente son la gran duquesa María Vladímirovna y su hijo, Jorge Mijáilovich) por encima de los reconocidos por la Asociación de la Familia Románov, la cual vieron en la persona de Nicolás Románovich el jefe natural de la dinastía a pesar de no ser el varón agnado. Sin embargo, con su fallecimiento y el de su hermano Demetrio Románovich, la disputa por la jefatura de la casa Románov decayó en el príncipe Andrés Romanoff, hijo de Andrés Aleksándrovich e Isabel Ruffo y nieto de la gran duquesa, Xenia Románova.

### Argumentos contrapuestos
Argumento
Según los detractores de los derechos de Cirilo, su participación en la revolución lo priva de derechos de sucesión. 
Respuesta
Según sus defensores y los de sus descendientes, los mismos que lo acusaban, habían cometido la misma falta al ser también filo-revolucionarios. 
Argumento
La validez del matrimonio de Cirilo a ojos de la legislación vigente en su época y que concierne la sucesión. Para comprender este argumento se deben considerar primero los artículos sobre la sucesión de la Corona imperial:
art 183. Los matrimonios contraídos por las personas de la Casa Imperial deben celebrarse con la autorización del Emperador. Sin reconocimiento de hecho el matrimonio no será válido.
art 184. Para recibir la aprobación del Emperador los matrimonios de sus famlilares deben celebrarse por el rito ortodoxo y no ser morganáticos. 
Respuesta 1
Ahora bien, el matrimonio de Cirilo y Victoria Melita en 1905 no correspondía a las demandas de consanguinidad de la religión ortodoxa. Por otra parte, el Emperador no había dado su aprobación y privó explícitamente a Cirilo de todos sus derechos de sucesión. En 1907, a instancias del padre de Cirilo, tío del Emperador, Nicolás II reconoció el matrimonio de Cirilo y le otorgó a su esposa por decreto el título de «Gran Duquesa Victoria Fiódorovna». Cuando nació la primera hija, María Kirílovna, Nicolás II la reconoció de Sangre Imperial. El 14 de abril de 1909 Cirilo recibió nuevamente sus derechos como miembro de la Familia Imperial. 
Respuesta 2
Para terminar, si se arguye la invalidez del matrimonio de Cirilo y Victoria Melita se debe entonces considerar la de los demás pretendientes. Resulta entonces que ninguno de los demás pretendientes ha contraído matrimonio igual en cada una de las generaciones sucesivas hasta nuestros días. Por su parte la descendencia de Cirilo lo ha hecho en cada una de las generaciones: tanto su hijo, Vladimiro Kirílovich de Rusia, como su nieta, la Gran Duquesa María. Su bisnieto el Gran Duque Jorge Mijailovich de Rusia, terminó con aquella tradición al casarse con la plebeya Rebecca Bettarini (cuyo nombre fue cambiado a Victoria Románova). Sin embargo, sus derechos se mantienen al no haber otro Románov que no haya contraído matrimonio morganático y el que su rama de la familia haya mantenido hasta ese momento la ley paulina. 
Argumento
Los demás miembros de la familia que no reconocen los derechos sucesorios de la descendencia de Cirilo, argumentando como prueba de su ilegitimidad que la madre de Nicolás II, que logró abandonar Rusia y que murió en 1928 en Dinamarca, nunca reconoció la autoproclamación de Cirilo. 
Respuesta
Sus defensores contestan que esto se debe a que la Emperatriz guardaba la esperanza de que su hijo aún estuviese vivo y que además ese argumento no tiene peso legal.
Argumento
Las mujeres solo tienen derechos de sucesión al trono de Rusia, con referencia la Gran Duquesa María Vladímirovna, si no subsiste ningún hombre con derechos dinásticos por su matrimonio y los de sus ancestros.
Respuesta
Este es el caso de la Gran Duquesa María, que a su vez contrajo también un matrimonio entre iguales, caso único entre todos los miembros de la familia en nuestros días.

## Dos jefes y una sola familia
Las dos "jefaturas" de la Casa Románov son muy activas, tanto sobre la investigación histórica como en la conservación de la memoria del último zar. Sin embargo, la relación entre unos y otros es prácticamente inexistente.
Juntos estuvieron presentes en la inhumación realizada en San Petersburgo de la madre de Nicolás II, María Fiódorovna Románova, muerta en Dinamarca en 1928. Sin embargo, la Gran Duquesa María no quiso estar presente en los funerales de Estado de Nicolás II y de su familia celebrados en Moscú por iniciativa de Borís Yeltsin, por considerar que la veracidad de los restos no eran cien por ciento fiables, además de que la propia Iglesia Ortodoxa Rusa no los consideraba como tales.
Por otra parte, la misma Gran Duquesa María Vladímirovna se encuentra al origen del proceso que concluyó en el año 2008 con la rehabilitación del último zar por parte de la justicia rusa.